# Bojti Judit
Bojti Judit ( Budapest, 1953 –) magyar színésznő, táncos koreográfus, ruhatervező

## Életpálya
1958-tól  klasszikus balettet tanult. Mesterei: Kemény Melinda balett művész, Lieszkovszky Tibor  táncpedagógus, a Magyar Állami Operaház magántáncosa. Az Állami Artistaképző Intézetben jazz balettet tanult. Mestere  Jeszenszky Endre volt. 1973-tól hivatásos táncművészként  szerepelt. Tánctanulmányokat Kölnben is folytatott, a Dance Academy hallgatójaként. Itt Bruce Taylor,  és Alvin McDuffye (American  Dance Theater, New York) voltak a mesterei.
1960-ban gyerekszínészként lépett a közönség elé a Madách Színházban Karel Čapek: Szemtől szembe című darabjában. Partnerei: Kelemen Éva, Ujlaky László, a rendező : Horvai István volt.
1977-ben diplomázott a Színház- és Filmművészeti Főiskola színész szakán, Kazán István operett-musical osztályában. Színésznőként az Arany János színház tagja volt, de vendégként szerepelt a Radnóti Színpadon és koreográfusként a Vidám Színpadon is. 1978-1983 között a Mafilm színész társulatának volt a tagja. 
A Fővárosi Művelődési Házban mozgástanárként dolgozott. Több műsorhoz készített koreográfiákat és táncosként, műsorvezetőként is szerepelt.
Ruhatervezőként bemutatói voltak az Atrium Hyatt és a Hilton Szállodákban. Foglalkozott értékbecsléssel okleveles ingatlanszakértőként 
Jelenleg  kézműves alkotásokat készít, egyedi tervezéssel és kivitelezéssel.

## Táncos és műsorvezető munkái
- Szegedi Molnár Géza TV show - táncos, Partnerek: Frenák Pál, Berger Gyula
- Katona Klári TV show - koreográfus
- Veszprémi TV Találkozó - műsorvezető
- Máté Péter önálló est, országos turné - műsorvezető
- "Gulyás  Party" Show műsor (1976-1978) – táncos
- Országos Rendező Iroda (ORI) turnék - táncos
- Egymillió fontos hangjegy (Könnyűzenei televíziós műsor) - táncos
- Vidám Színpad  - koreográfus

## Fontosabb színházi munkái
Színésznőként:
- Zoltán Pál: Andersen mesél... Helga (Bartók Gyermekszínház)
- Barnassin Anna – Madarász Iván: Messze még a holnap... Piri, Misi menyasszonya, cselédlány (Budapesti Gyermekszínház)
- Grimm fivérek – Dimitar Dimitrov: A farkas és hét kis gida:... Gyávácska, az egyik gida (Budapesti Gyermekszínház)
- Ábrahám Pál: Bál a Savoyban...Musztafa bey egyik felesége (Ódry Színpad)
- Robert Barron Nemiroff – Charlotte Zaltzberg – Lorraine Hansberry – Judd Woldin – Robert Brittan: Kitörés...Mrs. Johnson (Ódry Színpad)
- Fejes Endre : Az angyalarcú... Bronzhajú lány  (Radnóti Színpad)  Partnerek: Moravetz Levente, Görbe Nóra, Lukácsy Katalin
- Lukianosz: Szerelmeskedések (Radnóti Színpad)  Partnerek: Dőry Virág, Harsányi Gábor, Medveczky Ilona, Thirring Viola, Pécsi Ildikó

## Filmek, TV produkciók
- Holt Lelkek (1985) (TV) (koreográfus)
- Egy lócsiszár virágvasárnapja (1985) (TV)
- Tizenötezer pengő jutalom (1985) (TV)
- Bevégezetlen ragozás (1985) (TV)
- Széchenyi napjai" (1985)
- Különös házasság (1984)
- Boszorkányszombat (1984)
- Elcserélt szerelem (1983)
- Appassionata (1982) (TV)
- Glória (1982) (TV)
- Vőlegény (1982) (TV)
- A legnagyobb sűrűség közepe (1981)
- Ripacsok (1981)
- A világ közepe (1980) (TV)
- A világ közepe (1979)
- Doktor Faustus Boldogságos pokoljárása
- Csaló az üveghegyen (1976)

## Egyéb tevékenységei
- 1983-tól Táncművészeti  termékek  tervezése-  kivitelezése - hazai és külföldi forgalmazása

Az első magyar tánckellék szaküzlet alapítása Balerina márkanéven

## Ruhatervezőként
- Divatbemutatók: Kiosz, Atrium Hyatt
- Egyéni bemutató:  Hilton

1993 : Magyar Televízió  Mezítláb című  divatműsor sorozatában,   a tervezői munkásság bemutatása